# 罗宾·邓巴
罗宾·伊恩·麦克唐纳·邓巴 FBA FRAI（1947年6月28日—）是一名英國生物人類學家、演化心理學家和靈長類動物行為專家。鄧巴是牛津大學實驗心理學系社會與演化神經科學研究小組的演化心理學榮譽教授。他最著名的成就是提出鄧巴數，它是對「一個人能夠與之保持穩定關係的個體數量的認知極限」的測量。

## 早年生活和教育
鄧巴是工程師的兒子，曾在布拉克利馬格達倫學院學校接受教育。他後來就讀於牛津大學莫德林學院，他的老師包括尼古拉斯·廷貝亨。1969年，他獲得了心理學和哲學文學學士學位。之後，鄧巴就讀於布里斯托大學心理系，並於1974年完成關於獅尾狒社會組織的博士學位。
鄧巴當了兩年自由科學作家。他在2019年的《The Life Scientific》節目中告訴BBC採訪者吉姆·艾爾-哈利利，他在40歲時才「找到第一份真正的工作」。

## 學術生涯
鄧巴的學術和研究生涯包括1977年至1982年在布里斯托大學、劍橋大學，1987年至1994年在倫敦大學學院。1994年，鄧巴成為利物浦大學演化心理學教授，但於2007年離開利物浦，前往牛津大學擔任認知與演化人類學研究所所長一職。2012年，在獲得歐洲研究理事會的競爭性研究基金後，鄧巴來到牛津大學實驗心理學系工作。
鄧巴曾是英國國家學術院百年研究計畫（BACRP）「從露西到語言：社會大腦考古學」的聯合主任，並參與英國科學院百年研究計畫「確定世界宗教彙輯」。
利物浦大學進化心理學和行為生態學研究小組可提供他撰寫或與他人合作撰寫的部分已發表文章的電子版。
2015年，鄧巴被大不列顛和愛爾蘭皇家人類學學會理事會授予赫胥黎紀念獎章，以表彰他對人類學的貢獻，這是皇家人類學研究所所擁有的最高榮譽。鄧巴也是英國人道主義協會的傑出人文主義支持者。

## 榮譽
- 利物浦大學心理學講座教授（1994）[25]
- 英國國家學術院院士（1998）[10]
- 大不列顛和愛爾蘭皇家人類學學會赫胥黎紀念獎章（2015）

## 大眾文化
在第四季第20集中，艾米·法拉·福勒在聽布萊恩·葛林的講座時與謝爾頓·庫珀交談，提到了鄧巴的作品。
鄧巴是哈拉瑞的著作《人類大歷史》改編成圖像小說（2020年）中的一個重要人物。
布萊克·克勞奇的小說《Upgrade》（2022年）的後記描述了鄧巴的工作。

## 外部連結
- The Human Behaviour and Evolution Society （页面存档备份，存于）
- What Makes us Human （页面存档备份，存于） Pulse Project Podcast: What Makes us Human? (22 October 2008, Oxford)
- University of Oxford Department of Experimental Psychology profile